# بدر هاري
بدر هاري (مواليد 8 ديسمبر 1984) هو مقاتل محترف مغربي هولندي، متخصص في رياضة كيك بوكسينغ القتالية نوع الكي-وان. ولد وترعرع في هولندا واختار القتال تحت راية أصوله المغربية. فاز بدر هاري ب106 مباراة دولية، 92 منها بالضربة القاضية من أصل 121 نزالا، حاز لقب بطل العالم في الكي-وان للوزن الثقيل (2007 - 2008)، وبطل العالم للوزن الثقيل في بطولة شوتايم (2009 - 2010)  ثم وصيفا لنهائي جائزة كيه-1 العالمية الكبرى (2009 - 2008).
يحتل بدر هاري حاليًا المرتبة الثامنة في الوزن الثقيل في العالم من قبل مجلة الكيك بوكسينغ غلوري. يعد المدرب «توم هارنج» أول من اكتشف بدر هاري وعدة أبطال اخرين أمثال بيتر آيرتس و«ميلفين مانهوف». المدرب الحالي لهاري هو «مايك باسينيي»، والنادي الحالي «مايكس جيم».
في عام 2009، أشاد ملك المغرب محمد السادس رسميًا بإنجازات هاري البارزة في عالم الرياضة.

## قراءات في حياة بدر هاري
نشرت أربع سير ذاتية حول حياة بدر هاري، وصدرت رواية خامسة سنة 2013 من تأليف عبد القادر بنعلي، تحت عنوان «الفتى الشقي».

تحاول الروايات التطرق إلى بعض مجاهل شخصية بدر هاري الجد مثيرة، ليس فقط بسبب إنجازاته داخل الحلبة ولكن أيضا بسبب انفعالاته كمغربي وعربي خارجها. حيث ترعرع في أحد الاحياء الهامشية في أمستردام من والدين مغربيين، يقول عبد القادر: 
. يمثل بدر هاري ظاهرة صوتية وعضلية في مجتمع هولندي تطغى عليه الرتابة.
يرى عالم الاجتماع الهولندي هانس فان دوساند، أن مجموعة من الشباب المغربي ترى في شخصية بدر هاري المتمردة بطلا خاصا، وانه يتصدر الاخبار ويسرق قلب إحدى حسناوات أمستردام، ويكتب عنه الروائيون ويصنع اليابانيون دمى تشبهه لتباع بالآلاف. فهو فتى ناج داخل غيتو ومجتمع فاشل، فقد نجح بطريقته الخاصة حين فشل الآلاف من بني جلدته، الذين يقاسمونه الأصول ذاتها والوضع الاجتماعي، ولكن لا يقاسمونه نفس النجومية ولا نفس المصير.
وقد كشف المؤلف عبد القادر بنعلي للصحافة الهولندية أنه باشر محادثات مع أحد أشهر المخرجين السينمائيين الهولنديين، من أجل تحويل سيرة «بدر هاري» إلى فيلم سينمائي.

### العلاقة مع الوطن الأم
تجمع بدر هاري علاقة خاصة يمكن وصفها بالروحية والنفسية مع وطنه الأم المغرب، فهو المتنفس الذي يلجأ إليه كلما اشتدت الضغوط من حوله، وهي يمكن وصفها بعلاقة وجدانية، فهو المكان الذي يلجأ إليه باستمرار بحثا عن الذات وعن استقرار نفسي.
قصص بدر هاري المثيرة مع الشرطة الهولندية في قضية تهمة استعمال العنف ضد أحد رجال الأعمال. كانت محطة أثرت بسلبية على مسار هذا البطل العالمي المثير للجدل في دوامة من المتاعب القضائية.
قال عنه المعلق التلفزيوني الأمريكي «مايكل بوفر»: «إنه يشبه نجوم موسيقى الروك». تشبيه يتمنى محبو «الفتى الشقي» أن لا تكون نهايته مأساوية مثل أغلب نجوم هذا النوع من الغناء.

## العمل الخيري والاجتماعي
على نقيض بعض النجوم المغاربة في ظل الأوضاع الاجتماعية الهشة الموروثة عن حقبة الرصاص، الذين يسعون إلى النشاط الريعي دون أي مبادرات إنسانية أو اجتماعية، فقد عُرف على بدر هاري كبطل عالمي بامتياز نشاطه الخيري والاجتماعي، وله جمعية وطنية تحت اسم جمعية بدر هاري للأعمال الاجتماعية تنشط في المجال الخيري. كما له دور جميل في تحسين صورة المغرب والتعريف بالمغرب كبلد مسلم وثقافة وحضارة من خلال صداقاته مع العديد مع نجوم الرياضة الذين يزورون المغرب ويبدون استحسانا وإعجابا بثقافة وحضارة المغرب في مختلف وسائل الإعلام وعلى مواقع التواصل الاجتماعي المتختلفة.
في مارس 2018 قام ببناء 12 حجرة دراسية في مدرسة ابتدائية بالقنيطرة وتجهيزها.